# المقلع (حبيش)

تعديل مصدري - تعديل

المقلع محلة تابعة لقرية بركة، التابعة لعزلة بني معين بمديرية حبيش إحدى مديريات محافظة إب في الجمهورية اليمنية، بلغ تعداد سكانها 81 حسب تعداد اليمن لعام 2004.